# 由良駅
由良駅（ゆらえき）は、鳥取県東伯郡北栄町由良宿にある西日本旅客鉄道（JR西日本）山陰本線の駅である。
北栄町の代表駅。コナン駅の愛称が設定されている。

## 歴史

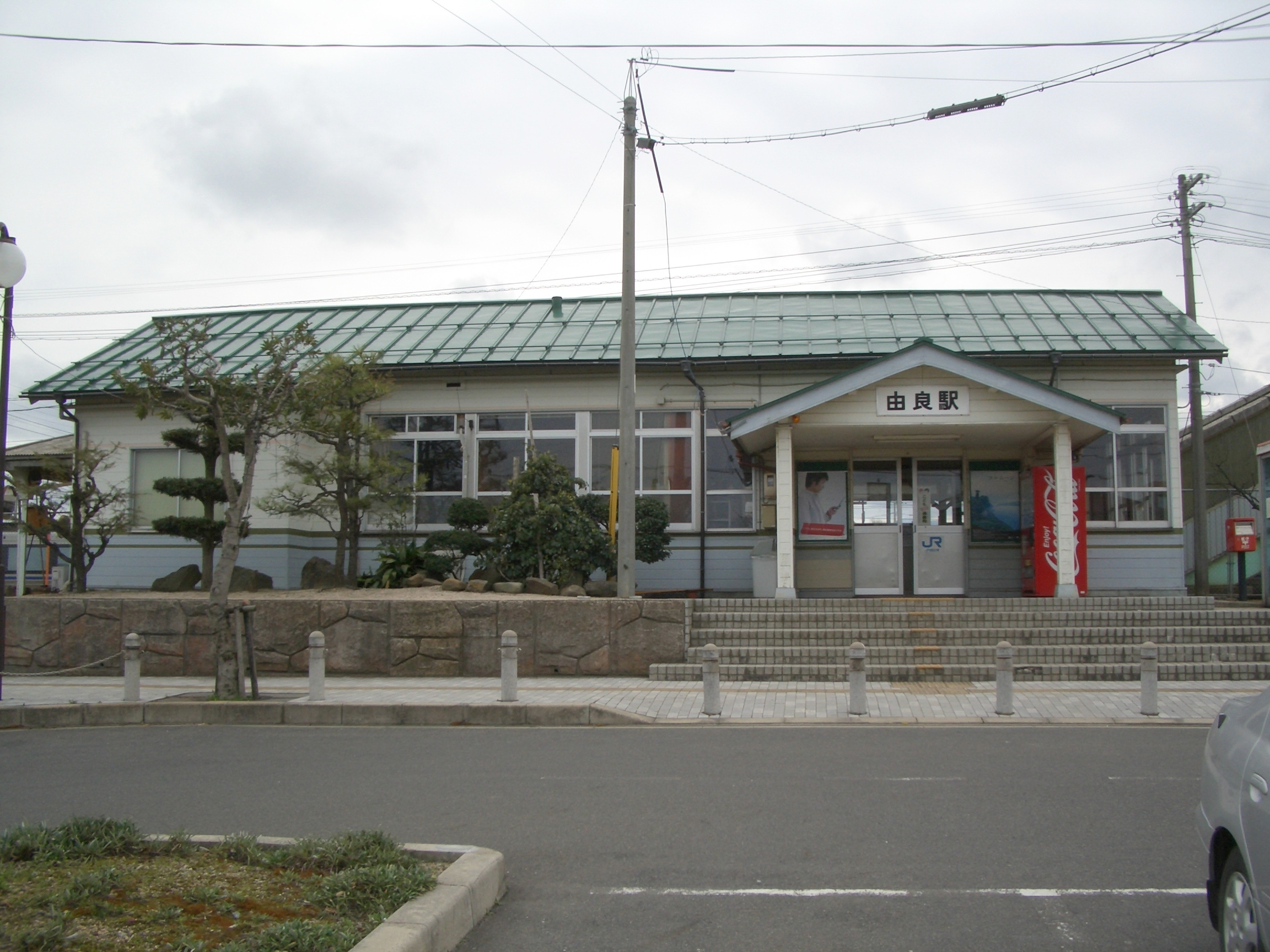
改装前の駅舎（2007年12月）

- 1903年（明治36年）12月20日：官設鉄道倉吉駅 - 八橋駅（現・浦安駅）間延伸時に開設[1]。客貨取扱開始[1]。
- 1909年（明治42年）10月12日：線路名称制定、山陰本線所属となる。
- 1972年（昭和47年）4月1日：貨物取扱廃止[1]。
- 1985年（昭和60年）3月14日：荷物扱い廃止[1]。
- 1987年（昭和62年）4月1日：国鉄分割民営化に伴い、西日本旅客鉄道（JR西日本）に移管[1]。
- 2003年（平成15年）：鳥取県鉄道高速化事業に伴い、鳥取駅寄り分岐を1線スルー化。
- 2013年（平成25年）12月15日：愛称を「コナン駅」と設定。
- 2023年（令和5年）
  - 3月31日：窓口営業終了[2][3]。
  - 4月1日：無人駅化[注 1][2][3]。

## 駅構造
単式・島式ホーム混合2面3線を有する地上駅。木造駅舎を備える。2003年に実施された鳥取県鉄道高速化事業に伴い、鳥取駅寄り分岐1線スルー化工事が行われ、通過列車が1番線（単式側）を通過するようになった。単式ホームに面して駅舎があり、島式2・3番のりばへは跨線橋で連絡している。
駅舎内に自動券売機が設置されている。

### のりば
| のりば | 路線     | 方向 | 行先           | 備考                 |
| ------ | -------- | ---- | -------------- | -------------------- |
| 1      | 山陰本線 | 上り | 倉吉・鳥取方面 | 通常はこのホーム     |
| 1      | 山陰本線 | 下り | 浦安・米子方面 | 通常はこのホーム     |
| 2      | 山陰本線 | 下り | 浦安・米子方面 |                      |
| 3      | 山陰本線 | 上り | 倉吉・鳥取方面 | 待避・通過列車行違い |
| 3      | 山陰本線 | 下り | 浦安・米子方面 | 一部待避列車         |

付記事項
- 1番のりばが上下本線、2番のりばが下り副本線、3番のりばが上下副本線である。2番のりばは下り専用であり、鳥取方面への発車は不可。
- 倉吉駅始終着特急「スーパーはくと」の一部は、倉吉駅から当駅まで回送され、折返しを行う。

## 利用状況
| 1日乗降人員推移 | 1日乗降人員推移 |
| 年度            | 1日平均人数     |
| --------------- | --------------- |
| 2011年          | 964             |
| 2012年          | 994             |
| 2013年          | 940             |
| 2014年          | 936             |
| 2015年          | 910             |
| 2016年          | 944             |
| 2017年          | 1,011           |
| 2018年          | 1,086           |
| 2019年          | 1,044           |
| 2021年          | 756             |

## 駅周辺

駅前広場に設置されている江戸川コナンのブロンズ像

駅周辺の他、駅前広場から道の駅大栄までの全長約1,500mの間に、青山剛昌の代表作である『名探偵コナン』のキャラクターを中心としたブロンズ像等多数のオブジェが設置されている。
- 北栄町役場
- JA鳥取中央 大栄支所
- 北栄町立図書館
  - 北栄町観光案内所
- 北栄町中央公民館
- 倉吉警察署由良宿駐在所
- 由良郵便局
- 鳥取銀行大栄支店
- 山陰合同銀行大栄出張所
- 倉吉信用金庫
- 鳥取県立鳥取中央育英高等学校
- 青山剛昌ふるさと館
- 由良タクシー
- 鳥取県道167号由良停車場線（コナン通り）
- 鳥取県道320号羽合東伯線
- 北栄町立大栄中学校
- 東宝ストア 由良店

## バス路線
駅前にバスのりばが存在する。このバスのりばは大栄町時代から存在していたもので、2019年10月より再度使用され始めた。
日交バス
- 北条線（始発）

また、当駅より約300m先、鳥取県道320号羽合東伯線にもバスのりばがあるため、こちらに述べる。
日ノ丸バス
- 赤碕線

## 隣の駅
西日本旅客鉄道（JR西日本）
 山陰本線
■快速「とっとりライナー」・■普通
下北条駅 - 由良駅 - 浦安駅